# Mary Andersonová (herečka)

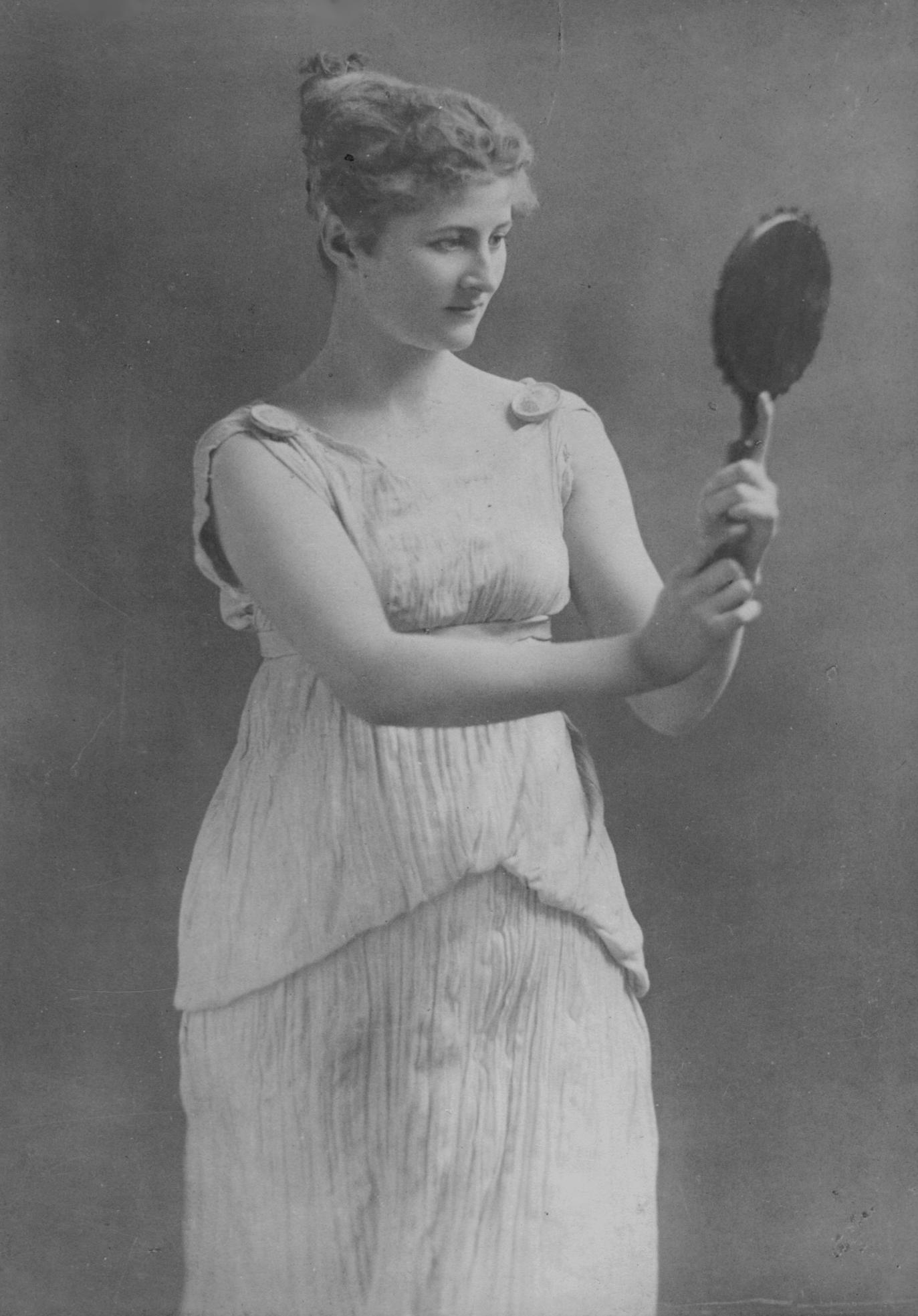
Mary Andersonová

Mary Anderson (28. června 1897 Brooklyn – 22. června 1986 El Cajon) byla americká herečka, která v letech 1914 až 1923 účinkovala ve více než 77 němých filmech.

## Kariéra
Anderson se narodila v Brooklynu v New Yorku, kde navštěvovala Erasmus Hall High School. Později studovala na Holy Cross School, kde poprvé veřejně vystupovala jako řecká tanečnice na charitativních akcích. Brzy poté si jí všimla produkční společnost Vitagraph Studios a obsadila ji do mnoha svých snímků.
Tato populární herečka podala pravděpodobně svůj nejlepší výkon v celovečerním filmu The False Faces (1919) Irvina Willata, který byl vydán prostřednictvím společností Ince-Paramount. Anderson si později sama produkovala film Bubbles (1920), který se setkal s vřelým přijetím u diváků.
Později spolupracovala také se studii Famous Players–Lasky a Canyon Pictures.

## Osobní život
Byla dcerou herečky Nellie Anderson. Měřila 150 cm, vážila 47 kg, měla zlaté vlasy a modré oči a byla skvělá plavkyně. Vdala se za kameramana Plinyho Goodfrienda, ale v roce 1937 se rozvedli. Zemřela v El Cajon v Kalifornii, šest dní před svými 89. narozeninami.

## Filmografie
- C.O.D. (1914)
- My Official Wife (1914)
- The Silent Plea (1915)
- The Human Caldron (1915)
- Cal Marvin's Wife (1915)
- The Flower of the Desert (1916)
- Horse Shoe for Luck (1916)
- Her Loving Relations (1916)
- The Last Man (1916)
- The Flaming Omen (1917)
- When Men Are Tempted (1917)
- The Divorcee (1917)
- Sunlight's Last Raid (1917)
- By Right of Possession (1917)
- The Magnificent Meddler (1917)
- The Warning (1917)
- Playthings (1918)
- His Birthright (1918)
- The Hushed Hour (1919)
- The False Faces (1919)
- Johnny Get Your Gun (1919)
- The Spender (1919)
- Bubbles (1920)
- Vanishing Trails (1920)
- Two Minutes to Go (1921)
- Too Much Married (1921)
- Bluebeard, Jr. (1922)
- The Half Breed (1922)
- Wildness of Youth (1922)
- Shell Shocked Sammy (1923)
- Enemies of Children (1923)